# Bënça
Die Bënça (albanisch auch Bënçë) ist ein rund 15 Kilometer langer Gebirgsbach im Qark Gjirokastra in Südalbanien. Er entwässert die nur wenig erschlossene Karstlandschaft des Oberen Kurvelesh und mündet in unmittelbarer Nähe zur Kreisstadt Tepelena in die Vjosa. 

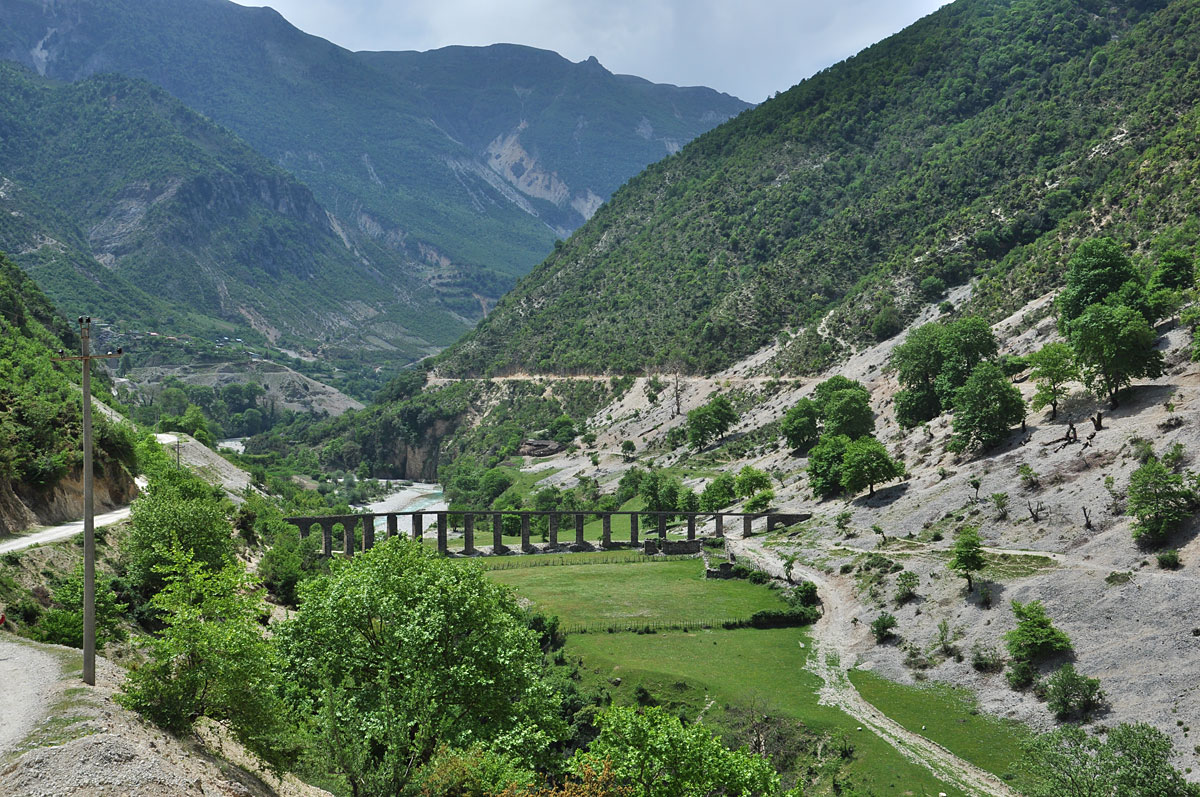
Das unter Ali Pascha errichtete Aquädukt

Die Bënça entsteht durch mehrere Bäche, die tief eingeschnittene Schluchten in der Karstlandschaft des Kurvelesh gebildet haben. Das V-Tal hat Abhänge, die zum Teil mehr als 1000 Meter hoch sind. Der Fluss passiert mehrere Klamme. Nach ein paar Kilometern, oberhalb des Ortes Bënça, weitet sich das Tal allmählich leicht. In der Folge fließt die Bënça in einem kleinen Schotterbett in einem U-Tal. Neben dem Schotterbett geht es auf der linken Talseite meist rund zwölf bis 15 Meter zu einer Terrasse hoch. Zwischendurch ist die Terrasse so breit, dass dem Flusslauf nur noch eine enge Klamm bleibt. Nördlich der Siedlung Bënça durchbricht der Fluss eine kurze Klamm, die von einem Aquädukt aus Ali Paschas Zeiten überspannt wird.
Das Flussbett hat ob der großen Geschiebefracht Torrenten-Charakter, führt zumindest im Unterlauf aber ganzjährig Wasser.
Bis über den Ort Bënça hinaus wird der Fluss von einer asphaltierten Straße begleitet, die dann unasphaltiert ins Kurvelesh ansteigt. Am Ortsrand von Tepelena, direkt am linken Ufer der Bënça, befindet sich die Strafanstalt Tepelena.

Der ökologische Zustand der Bënça ist generell sehr gut. Der Fluss ist nur wenig menschlichen Einflüssen unterworfen. Allerdings wurde 2015 ein Kleinkraftwerk geplant, dem das Wasser über einen mehrere Hundert Meter langen Stollen zugeführt werden sollte. Die massiven Eingriffe wurden national und international kritisiert. Seit 2023 ist der ganze Flusslauf als Teil des Nationalparks Vjosa geschützt.